# Chemtrails over the Country Club
Chemtrails over the Country Club è il settimo album in studio della cantante statunitense Lana Del Rey, pubblicato il 19 marzo 2021.

## Pubblicazione
Il 30 agosto 2019, giorno della pubblicazione del suo sesto album Norman Fucking Rockwell!, Lana Del Rey ha annunciato che stava lavorando al suo prossimo album, intitolato White Hot Forever. Quasi nove mesi dopo, il 25 maggio 2020, la cantante ha postato una serie di video sul suo account Instagram in cui affermava che il titolo del progetto era stato cambiato in Chemtrails over the Country Club.
L'originale data di pubblicazione, fissata per il 5 settembre 2020, è stata posticipata per via di ritardi nella produzione dei vinili dovuti alla pandemia di COVID-19 e per un'ulteriore revisione della lista tracce (in particolare, questo ha portato all'esclusione di una traccia chiamata Dealer che la cantante aveva confermato).
Il 16 ottobre è uscito Let Me Love You like a Woman, singolo apripista per l'album, mentre il successivo 22 dicembre Lana Del Rey ha confermato il secondo singolo Chemtrails over the Country Club per l'11 gennaio 2021, insieme al quale sarebbe anche stato avviato il pre-ordine dell'album. Il 10 gennaio la cantante ha svelato lista tracce e copertina del disco; il giorno seguente Target e HMV hanno annunciato un'edizione esclusiva dell'album con una copertina alternativa venduta esclusivamente nei loro negozi.
Chemtrails over the Country Club è stato pubblicato globalmente il 19 marzo 2021. L'album era già comparso illegalmente online per intero più di dieci giorni prima della sua commercializzazione ufficiale.

## Descrizione
Chemtrails over the Country Club è stato descritto come un album di musica indie rock, americana, rock alternativo e folk. L'album si apre con la ballata White Dress, la traccia più lunga, paragonata ai lavori di Jewel. Nel testo la cantante ricorda con nostalgia la sua vita e il suo lavoro come cameriera precedente alla fama, concludendo che «forse stavo meglio allora». Il sentimento nostalgico prosegue nel secondo brano, la title track, che vede la cantante descrivere in modo «favoloso e idillico» le attività giornaliere di un giorno d'estate. In Tulsa Jesus Freak, la traccia successiva, la cantante incorpora elementi della musica hip hop e fa uso di Auto-Tune e software di distorsione vocale per «imitare i lavori dei mumble rap verso cui ha mostrato ammirazione negli anni precedenti». Nella canzone, della quale la cantante aveva condiviso una breve anteprima sui suoi account social il 7 agosto 2020, viene ripetuto "white hot forever", il titolo originale dell'album.
Segue il singolo apripista Let Me Love You like a Woman, una ballata descritta come «un'ode a un nuovo inizio» con un testo di interpretazione femminista «dedicato a quelle donne delicate che si vedono rubare le proprie storie e le proprie voci da donne più forti», criticata da Pitchfork per la scarsa originalità nella melodia e nella produzione e alla somiglianza ad altre canzoni più note di Lana Del Rey. Wild at Heart vede la cantante inscenare un incontro con i paparazzi nella Sunset Boulevard e chiedersi cosa ne sarebbe di lei se decidesse di abbandonare la sua carriera musicale per un'esistenza più semplice. Pitchfork ha paragonato il pezzo a due brani dell'album precedente della cantante, How to Disappear e Love Song.
La sesta traccia è Dark but Just a Game, descritta come la canzone più pop dell'album, che incorpora elementi di musica folk e trip hop nella sua produzione. Per il testo la cantante ha tratto ispirazione da una festa a cui ha preso parte a casa del manager di Madonna. In Not All Who Wander Are Lost la cantante «ostenta i più alti registri del suo leggero falsetto» e fa uso di effetti vocali che rendono la sua esibizione vocale simile a «un coro composto da una sola donna». Yosemite era stata inizialmente registrata fra il 2015 e il 2016 per il quinto album della cantante, Lust for Life, ma scartata perché «troppo allegra» con la sua base strumentale folk guidata da chitarre acustiche e bongo e il suo testo spensierato che vede la cantante affermare quanto sia «fantastico come certe cose non cambino mai».
Breaking Up Slowly è stata realizzata in collaborazione con la cantante Nikki Lane, che si alterna a Lana Del Rey nei versi. Ispirandosi alla storia d'amore fra i cantautori Tammy Wynette e George Jones, le due cantanti celebrano «la libertà nel non sapere cosa si farà o dove si sarà un domani», tema ricorrente della musica country. Nel penultimo pezzo, Dance Till We Die, la cantante menziona per nome Joni Mitchell, Joan Baez e Stevie Wonder, per poi concludere l'album con una cover della stessa Joni Mitchell, For Free, dall'album Ladies of the Canyon del 1970, realizzata in collaborazione con Zella Day e Weyes Blood.

## Accoglienza
| Recensione           | Giudizio |
| -------------------- | -------- |
| AllMusic             |          |
| Clash                | 9/10     |
| Consequence          | B+       |
| DIY                  |          |
| Entertainment Weekly | B        |
| Exclaim!             | 7/10     |
| NME                  |          |
| Paste                | 7,9/10   |
| Pitchfork            | 7,5/10   |
| PopMatters           | 7/10     |
| Rolling Stone        |          |
| Slant Magazine       |          |
| Spin                 | 7/10     |
| Sputnikmusic         |          |
| The A.V. Club        | C+       |
| The Daily Telegraph  |          |
| The Guardian         |          |
| The Independent      |          |
| The Line of Best Fit | 8/10     |
| Under the Radar      | 8/10     |

Chemtrails over the Country Club ha ottenuto recensioni prevalentemente positive da parte dei critici musicali. Su Metacritic, sito che assegna un punteggio normalizzato su 100 in base a critiche selezionate, l'album ha ottenuto un punteggio medio di 81 basato su ventotto critiche.
Nella sua recensione per AllMusic, Fred Thomas ha descritto Chemtrails over the Country Club come «l'album più ricco di atmosfera» della carriera di Lana Del Rey, apprezzando la continuità con il disco precedente Norman Fucking Rockwell! ed elogiando il connubio artistico con Jack Antonoff. Scrivendo per The Times, Will Hodgkinson ha ritenuto l'album «meravigliosamente eseguito» e «realizzato con cura», mentre Liam Inscoe-Jones di The Line of Best Fit ne ha lodato in particolare gli arrangiamenti musicali e i testi. Il disco è stato apprezzato anche da Emma Madden di Entertainment Weekly, che ha sottolineato come la cantante, «non più imprigionata nella scena musicale di Los Angeles», abbia «portato le sue influenze musicali più a sud, aggiungendo un sorprendente mix di blues, country e folk alla sua tavolozza». Anche Claire Shaffer di Rolling Stone ha gradito l'espansione degli orizzonti geografici della cantante, descrivendo l'album come «la sua opera più introspettiva».
Rhian Daly del NME ha assegnato a Chemtrails over the Country Club cinque stelle su cinque, scrivendo che «Lana Del Rey è all'apice della sua carriera artistica». L'album è stato accolto con plauso anche da Robin Murray, che nella sua recensione pubblicata sulla rivista Clash ha descritto l'album come «il più minimalista» della cantante, aggiungendo che questo suo essere «spartano» ha l'effetto di «valorizzare le sue abilità di cantautrice romanzesca». Kitty Empire, autrice per The Guardian, ha descritto l'album come «un'autobiografia che solo una cantautrice competente e fiduciosa avrebbe potuto produrre».
In un'altra recensione pubblicata su The Guardian, Alexis Petridis ha valutato Chemtrails over the Country Club con tre stelle su cinque, criticando la scarsa evoluzione artistica di Lana Del Rey e affermando che ci sono «punti in cui sembra di aver già sentito la stessa cosa in precedenza». Lo stesso autore ammette però che la cantante «è arrivata a sviluppare un'identità tanto forte [...] che descrivendo un pezzo come "in stile Lana Del Rey", si capirà subito cosa s'intende dire» e ne loda «l'unicità fra i suoi contemporanei». Ne ha apprezzato inoltre le melodie, che ha descritto come «incredibilmente forti» in una maniera «seducente e per nulla scontata». Tatiana Tenreyro di The A.V. Club ha puntualizzato che il disco «è abbastanza simile a Norman Fucking Rockwell! da rendere il paragone inevitabile, ma ne è una versione di qualità inferiore», aggiungendo che «la maggior parte dei brani di Chemtrails non risalta, e si assimilano l'uno con l'altro».
L'album ha ricevuto un'unica recensione negativa. Sputnikmusic l'ha valutato con un punto e mezzo su cinque, delineandolo come «sommesso ma privo di personalità, minimalista ma con nulla da rivelare, e verboso ma senza dire niente di concreto». I testi sono stati descritti come «goffi» e gli arrangiamenti «blandi», portando al confronto con Norman Fucking Rockwell!, rispetto al quale l'autore ha ravvisato un drastico abbassamento degli standard di qualità.

## Tracce
Testi e musiche di Lana Del Rey e Jack Antonoff, eccetto dove indicato.
1. White Dress – 5:33
2. Chemtrails over the Country Club – 4:31
3. Tulsa Jesus Freak – 3:35
4. Let Me Love You like a Woman – 3:21
5. Wild at Heart – 4:06
6. Dark but Just a Game – 3:55
7. Not All Who Wander Are Lost – 4:07
8. Yosemite – 5:04 (Lana Del Rey, Rick Nowels)
9. Breaking Up Slowly (con Nikki Lane) – 2:57 (Lana Del Rey, Nikki Lane)
10. Dance Till We Die – 4:03
11. For Free (feat. Zella Day e Weyes Blood) – 4:11 (Joni Mitchell)

## Formazione
Musicisti
- Lana Del Rey – voce
- Jack Antonoff – pianoforte (eccetto tracce 3, 6 e 8), chitarra (eccetto tracce 4 e 8), basso (eccetto tracce 3 e 8), batteria (tracce 1-6 e 10), mellotron (tracce 2, 5, 6, 10 e 11), tastiera (traccia 2), chitarra a dodici corde (tracce 2, 5-7), sintetizzatore (tracce 3, 5 e 6), Model D (traccia 3), basso elettrico (traccia 3), percussioni (tracce 3, 4, 6 e 10), chitarra acustica (tracce 4 e 5), chitarra elettrica, slide guitar, Hammond B3 e programmazione (traccia 4), organo (traccia 7), Rhodes (traccia 10)
- Daniel Heath – strumenti ad arco (traccia 2)
- Evan Smith – corno (tracce 2, 5 e 11), strumento ad arco e accordo strumento ad arco (traccia 10)
- Aaron Sterling – batteria e percussioni (traccia 8)
- Trevor Yasuda – effetti musicali (traccia 8)
- Nikki Lane – voce aggiuntiva (traccia 9)
- Mikey Freedom Hart – pedal steel (traccia 9), pianoforte, chitarra e mellotron (traccia 11)
- Zella Day – voce aggiuntiva (traccia 11)
- Weyes Blood – voce aggiuntiva (traccia 11)

Produzione
- Lana Del Rey – produzione (eccetto tracce 4 e 8)
- Jack Antonoff – produzione e missaggio (eccetto traccia 8), ingegneria del suono (traccia 4)
- Laura Sisk – ingegneria del suono e missaggio (eccetto traccia 8)
- John Rooney – assistenza all'ingegneria del suono (eccetto traccia 8)
- John Sher – assistenza all'ingegneria del suono (eccetto traccia 8)
- Chris Gehringer – mastering
- Will Quinnell – assistenza al mastering (traccia 4)
- Rick Nowels – produzione (traccia 8)
- Kieron Menzies – ingegneria del suono e missaggio (traccia 8)
- Dean Reid – ingegneria del suono e missaggio (traccia 8)
- Trevor Yasuda – ingegneria del suono (traccia 8)
- John Fee – ingegneria del suono (traccia 8)

## Successo commerciale
Chemtrails over the Country Club ha debuttato alla 2ª posizione della Billboard 200, bloccato da Justice di Justin Bieber, divenendo il settimo album in top ten dell'artista e vendendo nel corso della settimana 75 000 unità. Di queste 58 000 sono copie pure fisiche o digitali, 16 000 sono stream-equivalent units risultanti da 21,9 milioni di riproduzioni in streaming dei singoli brani, e meno di 1 000 sono track-equivalent units equivalenti alle vendite digitali di questi ultimi. Nella Official Albums Chart britannica ha invece esordito in vetta con 40 111 unità di vendita, diventando il quinto album numero uno di Lana Del Rey. Con 16 705 vinili distribuiti è divenuto il disco ad aver venduto più copie in tale formato nel minor lasso di tempo per un'artista femminile del ventunesimo secolo. In Giappone ha esordito al 101º posto della classifica di Oricon delle vendite.

## Classifiche

### Classifiche settimanali
| Classifica (2021) | Posizione massima |
| ----------------- | ----------------- |
| Argentina         | 6                 |
| Australia         | 2                 |
| Austria           | 4                 |
| Belgio (Fiandre)  | 2                 |
| Belgio (Vallonia) | 2                 |
| Canada            | 5                 |
| Croazia           | 1                 |
| Danimarca         | 2                 |
| Finlandia         | 5                 |
| Francia           | 3                 |
| Germania          | 3                 |
| Grecia            | 3                 |
| Irlanda           | 2                 |
| Islanda           | 15                |
| Italia            | 7                 |
| Lituania          | 4                 |
| Norvegia          | 3                 |
| Nuova Zelanda     | 2                 |
| Paesi Bassi       | 2                 |
| Polonia           | 1                 |
| Portogallo        | 1                 |
| Regno Unito       | 1                 |
| Repubblica Ceca   | 5                 |
| Slovacchia        | 20                |
| Spagna            | 4                 |
| Stati Uniti       | 2                 |
| Svezia            | 3                 |
| Svizzera          | 1                 |
| Ungheria          | 23                |

### Classifiche di fine anno
| Classifica (2021) | Posizione |
| ----------------- | --------- |
| Belgio (Fiandre)  | 48        |
| Belgio (Vallonia) | 93        |
| Francia           | 157       |
| Paesi Bassi       | 90        |
| Portogallo        | 31        |
| Regno Unito       | 96        |
| Svizzera          | 76        |
| Classifica (2023) | Posizione |
| Portogallo        | 98        |
| Classifica (2024) | Posizione |
| Portogallo        | 146       |